# Макраме
Макраме је облик текстилног производа који се прави техником везивања чворова (уместо ткања или плетења).
Макраме су дуго израђивали морнари, посебно у сложеним или украсним облицима чворова, да би покрили било шта, од дршки ножева до боца или до делова бродова.
Кавандоли макраме је врста технике која се користи за формирање геометријских и слободних образаца као код ткања. Кавандоли стил се изводи углавном у једном чвору, двоструком полу-запетом чвору.
Каишеви од коже или тканине су још један елемент који се често ствара макраме техникама. Већина наруквица пријатељства које се размењују међу школарцима и тинејџерима креирају се овом методом. Продавци у парковима, тржним центрима, сезонским сајмовима и другим јавним местима такође продају макраме накит или украсе.
Ова техника је посебна, јер не постоји машински начин репликације везова односно чворова, па отуд спада у ретке технике које је могуће реализовати искључиво ручним путем.

## Историја
Једна од најранијих забележених употреба чворова у стилу макрамеа као украса појавила се код Вавилонаца и Асираца. Плетенице налик ресама красиле су ношње тог времена и могу се видети на њиховим каменим статуама.
Арапске ткаље повезивале су вишак конца дуж ивица ручно израђених тканина као што су пешкири, шалови и велови у украсне ресе. Реч макраме потиче од арапске речи макрамија (مكرمية), за коју се верује да значи „пругасти пешкир“, „украсне ресе“ или „везени вео“. Друга мишљења указују да реч потиче од турског макрама, са значењем "салвете" или "пешкира". Декоративне ресе су такође помагале да се муве одврате од камила и коња у северној Африци.
Маварско освајање проширило је занат у Шпанију, затим Италију, посебно у регију Лигурије, а затим се занат проширио целом Европом. У Енглеској је уведен на двору Мери II крајем 17. века. Краљица Мери је томе научила своје дворске даме.
Макраме је било најпопуларније у викторијанско доба. Украшавао је већину домова предметима као што су столњаци, прекривачи и завесе. Популарна Силвијина књига макраме чипке (1882) показала је како „израдити богате украсе за црне и обојене костиме, како за кућну одећу, баштенске забаве, шетње на мору, тако и за балове — украсе за домаћинство и доње рубље..." 
Био је специјалитет у Ђенови, популаран у 19. веку. „Његови корени су били у техници плетења чипке из 16. века познатој као punto a groppo.“ 
Морнари су правили предмете од макрамеа док нису били заузети и продавали их или мењали када су били у луци. Британски и амерички морнари из деветнаестог века правили су висеће мреже, рубове звона и појасеве од макрамеа. Процес су назвали "квадратним чворовањем" по чвору који су најчешће користили. Морнари су макраме звали и „Макнамарина чипка“.
Популарност макрамеа је избледела, али се поново појавила 1970-их за израду зидних завеса, додатака за одећу, прекривача, столњака, драперија, вешалица за саксије са биљкама и других елемената. Макраме накит постао је популаран у Америци. Користећи углавном четвртасте и "бакине" чворове, овај накит често садржи ручно рађене стаклене перле и природне елементе као што су кост и шкољка. Огрлице и наруквице постале су популарни облици макраме накита. До раних 1980-их, макраме је поново почео да излази из моде, да би га поново оживели миленијалци.

## Материјали и процес
Материјали који се користе у макрамеу укључују врпце од памучног канапа, лана, конопље, јуте, коже или предива. Траке се идентификују по конструкцији, као што су нпр. плетене нити, једноструко или троструко увијени конопци, направљени од три дужине влакана уплетених заједно. Накит се често прави у комбинацији чворова и разних перли (од стакла, дрвета и тако даље), привезака или шкољки.
За веће украсне комаде, као што су зидне завесе или прозорске облоге, рад макрамеа може се започети на дрвеном или металном носачу, омогућавајући укључивање десетак ужади којима је лако манипулисати. За мање пројекте доступне су даске са пиновима за макраме, иако обична плоча од плуте може да послужи. Многе занатске радње нуде комплете за почетнике, радне даске, перле и материјале у распону цена за повремене хобисте или амбициозне занатлије.

## Макраме: уметност везивања чворова
2016. године је издата књига Владимира Радуловића "Макраме: уметност везивања чворова", издавач Легенда. "Кроз свој рад покушао сам да дотакнем Асирију, Египат, Грчку, а онда као човек од традиције почео сам да се бавим преплетима Моравске школе, Лазарице, Каленића, Љубостиње, Наупаре те израде Симониде. Овом техником можете направити пуно интересантних и корисних ствари од накита, торби, појасева, прекривача, завеса, држача за саксије до зидних украса... Наруквице пријатељства које се размењују међу тинејџерима и ученицима су направљене овом техником" - каже мајстор ове технике, Владимир Радуловић.
У Народном музеју у Чачку се сваког пролећа одржава радионица на којој се ђаци уче вештине макрамеа јер је доказазано да она подстиче креатаивност и маштовитост код деце.